# 반형식
반형식(潘亨植, 1935년 1월 5일 ~ 2024년 4월 15일)은 대한민국의 정치인이다. 제12·14대 국회의원을 지냈다.

## 학력
- 1959년 예천농업고등학교 졸업
- 청구대학교 사회복지학과 학사
- 1976년 영남대학교 대학원 정치학 석사 수료 (최고경영자과정 11기)
- 1993년 고려대학교 정책과학대학원 최고위과정 수료

## 경력
- 예천제일병원 경영
- 예천성혜원 이사장
- 예천군번영회 회장
- 1963년: 국민의당 예천지구당 지구당위원장
- 1965년: 민중당 예천지구당 지구당위원장
- 1968년: 신민당 예천지구당 지구당위원장
- 1979년: 민주인사복권투쟁위 경북위원장
- 1984년: 신한민주당 창당발기인, 문경예천위원장
- 1985년: 민추협 상임운영위원
- 1987년 9월: 통일민주당 원내부총무
- 1987년: 국회 헌법개정특위 위원
- 1987년: 국회 예결위원, 건설위원
- 1988년: 민주당 예천지구당 지구당위원장
- 1988년 5월: 민주당 경북도당위원장
- 1988년 5월: 민주산악회 경북협의회 회장
- 1990년 7월: 민자당 창당발기인
- 1990년 7월: 민자당 경북·예천지구당 고문
- 1990년 7월: 민자당 정책평가위원
- 1990년 7월: 민주산악회 자문위원
- 1993년 10월 ~ 1996년 5월: 14대 국회의원(민자, 예천보선)
- 1994년 6월 ~ 1996년 5월: 국회 내무위원회 위원
- 1994년 6월 ~ 1995년 12월: 민자당 경북상임부위원장
- 1995년 12월 ~ 1996년 5월: 신한국당 국회의원
- 1996년 9월 ~ 1997년 11월: 중소기업은행 이사장
- 1997년 6월: 고려대 정책대학원 총동우회장
- 1997년 12월: 중소기업은행 경영고문
- 1997년 12월: 한나라당 조직특별지원위원회 위원장
- 1998년 3월: 자민련 입당
- 1998년 10월: 자민련 당무위원, 총재정무특보

## 역대 선거 결과
|  | 17.45% |

|  | 12.54% |

|  | 16.47% |

|  | 24.62% |

|  | 45.1% |

|  | 1.29% |